# Muncă și Voe Bună

Titlul revistei Muncă și Voe Bună, editată pentru a susţine şi populariza programul

Muncă și Voe Bună a fost un program dezvoltat de Mihai Ralea la sfârșitul anilor 1930. Acest program, rămas în mare parte la stadiul de proiect, a constituit prima încercare de organizare a odihnei muncitorilor în România.

## Inițierea programului
Programul datează din vara anului 1938 când, printr-un Jurnal al Consiliului de Miniștri, s-a autorizat dezvoltarea unei acțiuni de organizare a timpului liber al muncitorului subdenumirea „Muncă și voe bună”, aprobată prin Legea pentru organizarea activității „Muncă și voe bună”, publicată în Monitorul Oficial al României, Partea 1, 108, nr. 044, 22 februarie 1940.
Această mișcare avea începuturi mai îndepărtate, fiind una din ideile mari care, după reglementarea duratei muncii, a animat Biroul și Conferința internațională a Muncii de la Geneva. Încă din 1924, Conferința a adoptat o recomandare, care tindea la instaurarea câtorva principii generale și internaționale pentru organizarea timpului liber al muncitorului, ca o completare a reformei sociale adoptate prin reglementarea duratei muncii.
Termenul folosit în epocă pentru organizarea recreerii era acela de „colonii de vară”, susținute din banii Ministerului Muncii. Într-un articol scris de Stavri Cunescu, secretar de stat în Ministerul Muncii, sub ministeriatul lui Mihai Ralea, se preciza că „Aceste colonii sunt organizate regulat în timpul lunilor de vară pentru ucenicii și ucenicele din ateliere și fabrici cari au nevoie de odihnă și refacere.[...] Ei găsesc acolo nu numai aerul liber și supraalimentația trebuitoare, dar și jocuri, cântece și o educație străjerească”.
Pentru coordonarea și îndrumarea întregii activități, Legea a creat un serviciu Muncă și Voe Bună pe lângă Direcțiunea generală a muncii. Activitățile acestui serviciu, așa cum s-au dezvoltat ele dela început și cum au fost statornicite prin lege sunt:
- Teatrul muncitoresc
- Biblioteci muncitorești și publicațiuni,
- Cinematograf;
- Radiodifuziune;
- Universități muncitorești și conferințe;
- Muzică ;
- Sport și educație fizică;
- Turism și excursii;
- Grădini muncitorești și orice alte activități.

## Manifestări și activități

Insigna „Muncă şi voe bună”, aprobată prin Legea pentru organizarea activităţii „Muncă şi voe bună”, publicată în Monitorul Oficial al României, Partea 1, 108, nr. 044, 22 februarie 1940

Prima manifestare a activității Muncă și Voe Bună a fost organizarea excursiei cu 1000 muncitori, meseriași și funcționari particulari din toată tara, până la Constanța, în zilele de 14, 15 și 16 august 1938. 
S-au pus bazele unui teatru muncitoresc în Capitală, care a fost inaugurat la 14 decembrie 1938, în localul său din strada Uranus și a unei Universități muncitorești care și-a deschis cursurile în ziua de 6 noiembrie 1938 în sala de festivități a căminului de ucenici „Obor", urmând să funcționeze în 4 centre: căminul de ucenici „Obor", liceul C. F. R. „Aurel Vlaicu", „Cantina Muncitorească" din Splaiul Independentei și căminul de ucenice „Principesa Măria".
Pentru organizarea de biblioteci muncitorești, s-a întocmit un catalog de cărți potrivite acestora și s-au cumpărat 25.870 de volume care s-au legat. 
S-a organizat o Oră de Muncă și Voe Bună la postul de Radio București, cu un program săptămânal de conferințe, sfaturi profesionale, juridice și medicale, știri technice și actualități științifice, un Jurnal al muncitorului, muzică, teatru etc.
S-au pus bazele unei orchestre, a unei fanfare și a unui cor muncitoresc în Capitală, pornind totodată o acțiune de propaganda pentru înființarea de formații muzicale muncitorești în toata țara. De asemenea s-au organizat o serie de concerte și audiții muzicale populare la periferia Capitalei, inaugurate printr'un concert de sărbătorile Crăciunului 1938 la Ateneul Român.
La 6 noiembrie 1938, a avut loc deschiderea solemnă a cursurilor Universității muncitorești din București, sub conducerea D-lui prof. universitar Tudor Vianu. Cursurile ținute în anul 1938—1939 au privit următoarele materii: Literatura română. Metode și procedee noui în technică. Istoria muncii. Legislația muncitorească. Organizarea științifică a muncii. Prevenirea accidentelor, Civilizația română, Economia socială, Istoria socială. Dreptul public. Higiena industrială și socială. Geografie politică și economica, Editură și librărie. Meseriile și comerțul în trecutul românesc.

## RevistaMuncă și Voe Bună
Muncă și Voe Bună a fost o revistă culturală bilunară publicată de Ministerul Muncii, avându-l ca director pe Mihail Sadoveanu și ca redactor pe Octav Livezeanu, fiind o publicație a Trustului de presă Carol al II-lea. 
Revista apărea la București, având redacția și administrația pe str. Calomfirescu nr. 8, etaj 5.
Preotul Ioan Marina (viitorul patriarh Justinian) a colaborat cu Mihail Sadoveanu și Octav Livezeanu la înființarea revistei Muncă și Voe Bună, la care a scris pagina bisericească „Pentru suflet”.

## Teatrul „Muncă și Voe Bună“
A fost înființat teatrul muncitoresc cu numele „Muncă și Voe Bună”, și a fost adus ca regizor Victor Ion Popa. El a fost și director al Teatrului „Muncă și Voie Bună" între 1938-1944.  Teatrul "Muncă și Voe Bună" era unul din cele 4 teatre subvenționate de stat, alături de Teatrul Național, Opera Română și Teatrul Liga Culturală. Din 1941 teatrul și-a schimbat numele în „Muncă și Lumină".

## Expoziția internațională „Muncă și Voe Bună"
În publicația Foaie Diecezană - Organul eparhiei ortodoxe române a Caransebeșului, anul LIV, nr. 26, din 25 iunie 1939 apărea următoarea relatare:
Expoziția internațională „Muncă și Voe Bună" organizata de Ministerul Muncii, s'a deschis Marți în 20 Iunie a. c. în București. La această expoziție participă: Franța, Italia, Germania, Grecia și Bulgaria. Au fost totuși invitate și Anglia, Polonia, Belgia, Suedia, Portugalia, Jugoslavia și Turcia, cari neputând participa, au anunțat că vor trimite delegați, iar unele din ele material documentar redus, în legătură cu timpul liber al muncitorului. Expoziția este așezată în Parcul Regele Carol II, pe marginea lacului Herestrău și se compune din 8 pavilioane și o pergolă, fiecare țară participantă avându-și pavilionul ei. In pavilionul României sunt expuse prin diagrame, machete, picturi, sculpturi, fotografii etc. rezultatele nrișcării „Munca și Voe Bună" din primul an de activitate. Alături de acestea, în pavilion separat participă Straja Țării și Serviciul Social, în cadrul Muzeului Statului.